# فهرست دانشگاه‌های واشینگتن دی سی
- دانشگاه امریکن
- دانشگاه جرج‌تاون
- دانشگاه جورج واشینگتن
- دانشگاه هوارد
- دانشگاه کاتولیک آمریکا